# Johnny English (2003.)
Johnny English, britanska špijunska komedija iz 2003. Radnja filma vrti se oko istoimenog lika koji mora otkriti tko je ukrao kraljevske dragulje.

## Radnja
Johnny English je vladin činovnik koji sanja o tome da bude ugledni špijun. Nakon smrti Agenta Jedan i njegovih kolega, English odlazi u Londonski toranj gdje sreće tajanstvenu Lornu Campbell. Tijekom iznenadnog nestanka struje, tajanstveni kradljivac otima dragulje! English odlazi u istragu, ali nehotice onesvijesti poglavara osiguranja umjesto kradljivca, pa odglumi tučnjavu s razbojnikom kako se ne bi otkrile njegove pogreške. Idućeg dana, English i njegov pomoćnik Angus Bough otkrivaju da je kradljivac ušao u Toranj kroz rupu, na čijem se drugom kraju nalaze njemački lopovi Dieter Klein i Klaus Vendetta, koji bježe u pucnjavi. English odlazi na sprovod i optuži tugujuću rodbinu za krađu, a Bough ga spašava glumeći da je liječnik iz psihijatrijske bolnice.
English otkriva da je poglavar njemačkih lopova francuski uglednik Pascal Sauvage, kraljičin rođak i graditelj zatvora. Međutim, njegov poglavar Pegaz mu ne vjeruje i upozorava ga da ne dira Sauvagea. U automobilskoj garaži Vendetta umalo ubije Englisha i Bougha, a u japanskom restoranu English ponovno sreće gđicu Campbell, u koju počinje sumnjati jer ju je već dvaput vidio na mjestu zločina i ne može ništa naći o njoj. English i Bough se odluče spustiti padobranom u Sauvageovu vilu, ali English se greškom spusti u gradsku bolnicu gdje izazove opću paniku. Nakon slijetanja u pravu zgradu, English otkriva da Sauvage, nasljednik Karla Eduarda Stuarta, planira zasjesti na prijestolje uz pomoć varalice koji će ga okruniti kao nadbiskup od Canterburyja.
U zgradu stiže i gđica Campbell te otkriva da je agentica Interpola koja već godinama prati Sauvagea. Uz dokaze protiv Sauvagea, English upada na njegovu zabavu, ali biva smijenjen sa slučaja od strane Pegaza. Sauvage odustaje od plana s lažnim nadbiskupom i šalje svoje razbojnike koji prisile Elizabetu II. na abdikaciju prijeteći ubojstvom njezinog velškog korgija. Gđica Campbell, koja je zamijenila Englisha u službenoj istrazi slučaja, nagovara ga da s njom ode u Sauvageov dvorac, gdje otkrivaju da on planira Englesku pretvoriti u najveći svjetski zatvor. Nakon što English slučajno uključi mikrofon, Sauvage otkrije da je on u dvorcu i zaključa ga u podrumu.
Bough spašava Englisha i Campbellovu te oni odlaze spriječiti Sauvageovu krunidbu. Nakon nekoliko neuspješnih pokušaja, English uspije oteti krunu svetog Eduarda iz nadbiskupovih ruku, a Sauvage ga pokuša ubiti svojim pištoljem. English pada s visine na prijestolje i biva okrunjen umjesto Sauvagea; time je službeno postao engleski kralj. Odmah naređuje ljudima da zatvore Sauvagea, a zatim vraća na prijestolje Elizabetu II. koja mu iz zahvalnosti dodijeli naslov viteza. Sauvage biva osuđen na smrtnu kaznu zbog veleizdaje, a English i Campbellova provode romantični odmor u južnoj Francuskoj.

## Uloge
| - Rowan Atkinson kao Johnny English - Ben Miller kao Angus Bough - John Malkovich kao Pascal Sauvage - Natalie Imbruglia kao Lorna Campbell - Tim Pigott-Smith kao Pegaz - Oliver Ford Davies kao nadbiskup od Canterburyja - Kevin McNally kao britanski premijer - Douglas McFerran kao Carlos Vendetta - Steve Nicolson kao Dieter Klein | - Greg Wise kao Agent Jedan - Tim Berrington kao Roger - Prunella Scales kao Elizabeta II. - Nina Young kao Pegazova tajnica - James Greene kao škotski biskup - Clive Graham kao velški biskup - Tasha de Vancoscelos kao grofica Aleksandra - Terence Hauley kao pogrebnik - Neville Phillips kao katolički svećenik |  |